# Consequences
Consequences – piąty singel Edyty Górniak promujący album My. Internetowa premiera piosenki odbyła się 14 czerwca 2012 na oficjalnym kanale YouTube artystki, natomiast oficjalna premiera radiowa odbyła się tego samego dnia w Radiu ZET. Pierwsze wykonanie na żywo miało miejsce 30 czerwca 2012 na koncercie Lato ZET i Dwójki organizowanym przez TVP2 i Radio Zet, gdzie Górniak wykonała również medley swoich trzech singli: „On the Run”, „Teraz – tu” oraz „Nie zapomnij”.
Autorem tekstu jest Chris Aiken oraz Edyta Górniak, zaś muzyki Piotr Skotnicki, Piotr Remiszewski i sama artystka.
Dzięki działaniom fanów wokalistki singel dotarł do Radia Cameroun w Kamerunie, gdzie uznano go za „najlepszą muzyczną nowość”.

## Teledysk
Dnia 26 czerwca 2012 piosenkarka będąc gościem programu Pytanie na śniadanie opowiedziała szczegóły dot. teledysku. W programie został zaprezentowany również fragment wideoklipu, przy czym wokalistka powiedziała, iż całość teledysku będziemy mogli zobaczyć niebawem. Przygotowania do produkcji zajęły 7 tygodni. Plan zdjęciowy trwał 22 godziny, większość zdjęć nakręcono na terenie Soho Factory na przełomie czerwca i lipca. Premiera klipu odbyła się 17 lipca 2012 na oficjalnym kanale YouTube Górniak.
Reżyserią wideoklipu zajął się Alan Kępski wraz z samą wokalistką.

## Notowania
| Notowanie (2012)                | Prowadzenie             | Pozycja    | Źródło |
| ------------------------------- | ----------------------- | ---------- | ------ |
| Najlepsza muzyczna nowość       | Radio Cameroun          | 1          | [ 4 ]  |
| Lista Przebojów Radia ZET       | Radio Zet               | 16         | [ 9 ]  |
| Szczecińska Lista Przebojów     | Polskie Radio Szczecin  | 38         | [ 10 ] |
| PL TOP 10                       | VIVA Polska             | 1          | [ 11 ] |
| Week Top 10                     | VIVA Polska             | 5          | [ 12 ] |
| Polska Top Lista                | 4fun.tv                 | 4          | [ 13 ] |
| Top Tygodnia                    | 4fun.tv                 | 7          | [ 14 ] |
| Lista przebojów PR PiK          | Radio PiK               | 5          | [ 15 ] |
| Top 15                          | Wietrzne Radio          | 1          | [ 16 ] |
| Power-play tygodnia             | Wietrzne Radio          | 1          | [ 17 ] |
| Polska Lista Przebojów TOP 50   | Radio RNP               | 3          | [ 15 ] |
| Mniej-Więcej-LISTA – Codzienna  | Radio Zachód            | 2          | [ 18 ] |
| Mniej-Więcej-LISTA – Tygodniowa | Radio Zachód            | 36         | [ 15 ] |
| Pogodna Lista Przebojów         | Radio „Znad Wilii”      | 23         | [ 15 ] |
| e-migrant chart 30              | Radio e-migrant         | 7          | [ 19 ] |
| Złota 30                        | Radio Koszalin          | 4          | [ 20 ] |
| Lista Przebojów Radia Atut      | Radio Atut              | 1          | [ 21 ] |
| Strefa Hitów                    | Radio Strefa FM         | 1          | [ 22 ] |
| Lista przebojów Raga Top        | Polskie Radio Olsztyn   | 6          | [ 23 ] |
| Szczęśliwa 13                   | Polskie Radio Białystok | 12         | [ 24 ] |
| Teledyski TOP 10                | interia.pl              | 1          | [ 25 ] |
| Hit wakacji 2012                | PopHeart.pl             | 4          | [ 15 ] |
| Lajk Chart                      | 4fun.tv                 | 7          | [ 15 ] |
| Polska Top Lista                | 4fun.tv                 | 6          | [ 15 ] |
| Lista Przebojów To Lubię        | Kino Polska Muzyka      | 12         | [ 15 ] |
| Gorąca 20                       | Eska TV                 | Propozycje | [ 15 ] |

## Co tylko chcesz
Co tylko chcesz – singel Edyty Górniak, będący polską wersją singla „Consequences”. Internetowa premiera piosenki wraz z teledyskiem odbyła się 16 września 2012 na oficjalnym kanale YouTube artystki.
Autorem słów jest Karolina Kozak, zaś muzyki Piotr Skotnicki, Piotr Remiszewski i Górniak.

### Teledysk
Projekt powstawał w tajemnicy przez kilka tygodni. Zapowiedź miała miejsce 15 września za pośrednictwem konta w serwisie Facebook. Górniak poinformowała wówczas o publikacji nowego wideo z tytułem w postaci akronimu „C.T.C.”. Teledysk w całości jest zrobiony w studiu.
Za zdjęcia odpowiedzialny jest Maciej Domagalski, natomiast Górniak opracowała całą koncepcję teledysku.

### Notowania
| Notowanie (2012)              | Prowadzenie          | Pozycja    | Źródło |
| ----------------------------- | -------------------- | ---------- | ------ |
| Channel4 Samsung Galaxy Chart | 4Music               | 8          | [ 29 ] |
| Lista przebojów (Polska)      | PopHeart.pl          | 1          | [ 15 ] |
| Polska Lista Przebojów        | Radio „Znad Wilii”   | 29         | [ 15 ] |
| Gorąca 20                     | Eska TV              | 7          | [ 15 ] |
| PL Top 10                     | VIVA Polska          | 1          | [ 15 ] |
| Polska Top Lista              | 4fun.tv              | 4          | [ 29 ] |
| Fejslista                     | Eska TV              | Propozycje | [ 15 ] |
| LONDON TOP 20                 | Polskie Radio Londyn | Propozycje | [ 15 ] |